# 金幼彬
金幼彬（韓語：김유빈，2005年1月14日—），韓國女演員。

## 演出作品

### 電視劇
- 2010年：SBS《Oh! My Lady 愛你喲》飾演 藝恩
- 2010年：MBC《愛的烙印 紅字》飾演 張哈妮
- 2011年：MBC《愛情萬萬歲》飾演 南多琳
- 2011年：KBS《公主的男人》飾演 金雅江
- 2012年：SBS 《致美麗的你》
- 2013年：KBS《天命：朝鮮版逃亡者故事》飾演 崔朗
- 2014年：SBS《神的禮物－14天》飾演 韓小星
- 2015年：KBS《星星閃爍》飾演 趙鳳熙（年少）

### 電影
- 2013年：《接觸感應》飾演 多熙

## 獲獎
- 2011年：MBC電視劇大賞－童星獎
- 2013年：KBS演技大賞－青少年演技獎

## 外部連結
- NAVER （页面存档备份，存于）